# Michael Eavis
Athelstan Joseph Michael Eavis (Pilton, 17 de octubre de 1935) es un granjero inglés reconocido por ser el fundador del Festival de Glastonbury además de haber sido nombrado por la reina Isabel II de Inglaterra Comandante de la Orden del Imperio Británico.

## Biografía
Su educación se desarrolló en el Wells Cathedral School de Somerset, continuó en la Escuela Náutica del Támesis y finalmente se unió a la Marina Mercante. En 1958, su padre, un predicador local; falleció dejándole como herencia Worthy Farm, una granja en Pilton. Se casó con Ruth, su primera esposa, con la que se divorciaría más tarde. En 1969, Michael y su segunda mujer, Jean Eavis, acudieron al Bath Blues Festival e inspirados en él decidieron celebrar un festival al aire libre al año siguiente. Dicho festival evolucionó hasta el actual Festival de Glastonbury.
En las elecciones Generales de 1997 en el Reino Unido se presentó como candidato por el Partido Laborista en el Distrito electoral de Wells, consiguiendo 10.204 votos, el mejor resultado en muchos años. En 2004, sugirió, algo que desilusionó a los votantes, que deberían cambiar su voto por el del Green Party para protestar por la Guerra de Irak.